# Johannes Iheringius
Johannes Iheringius, född omkring 1625, död okänt år, var svensk präst.

## Biografi
Johannes Iheringius föddes omkring 1625. Han var son till bergmästaren Sebastian Ihering vid Salberget och Catharina Balck. Iheringius blev 31 januari 1640 student vid Uppsala universitet och var medlem i Upplands nation. Han prästvigdes 1648 och avlade 29 februari 1652 magistergraden vid Uppsala universitet. Iheringius blev 29 juni 1652 konsistorienotarie vid Stockholms konsistorium, tillträdde 30 juni 1652 och var åren 1658–1659 legationspredikant vid beskickningen till Ryssland.
Han blev 1659 kunglig hovpredikant och 26 maj 1662 kyrkoherde i Skepptuna församling med tillträde 1 maj 1662. Iheringius blev 1669 kyrkoherde i Tierps församling, tillträdde 1 maj 1671 och blev 1670 kontraktsprost. År 1693 lämnade han pastoratet till sin son kyrkoherden Sebastian  Iheringius.
Iheringius var riksdagsman vid riksdagen 1664, riksdagen 1676 och riksdagen 1686.

### Familj
Iheringius gifte sig första gången med Elisabeth Håkansdotter, dotter till kyrkoherden Haquinius Bartholdi Helsing i Spånga församling. De fick tillsammans barnen kyrkoherden Sebastian Iheringius (1655–1694) i Tierps församling, krögaren Roland Iheringius vid Lövsta bruk, studenten Lars Iheringius vid Uppsala universitet, Margareta Iheringius (död 1694) som var gift med kyrkoherden Magnus Leufstadius i Hållnäs församling och Brita Iheringius (1661–1661). Han gifte sig andra gången med Brita Hamarinus (död 1694), dotter till kyrkoherden Ericus Benedicti Hamarinus i Ovansjö församling och Barbara Johansdotter Gammal samt änka efter borgmästare Carl Bröms i Gävle.

### referenser
1. 1 2 3 4 5  Hellström, Gunnar (1951). Stockholms stads herdaminne från reformationen intill tillkomsten av Stockholms stift: biografisk matrikel. Monografier / utgivna av Stockholms kommunalförvaltning ; [11]. Stockholm: Stockholms kommunförvaltning. sid. 24-25. Libris 24465. https://runeberg.org/sthlmherd/0025.html